# Embassament d'El Naranjero
L'embassament d'El Naranjero està situat al municipi valencià de Cortes de Pallars, a la comarca de la Vall de Cofrents. Pertany a la Confederació Hidrogràfica del Xúquer.
Es va construir l'any 1989 a la llera del riu Xúquer, sobre una superfície de 125 ha, amb una capacitat màxima de 29 hm³. Té una presa de gravetat.